# 科亞區
科亞區（西班牙語：Distrito de Coya），是秘魯的一個區，位於該國南部庫斯科大區的卡爾卡省，始建於1951年9月11日，面積71.43平方公里，海拔高度2,951米，2005年人口3,698，人口密度每平方公里52人。